# Setkání v Praze
Setkání v Praze (v originále Prag) je dánský hraný film z roku 2006, který režíroval Ole Christian Madsen podle vlastního scénáře. Film byl natáčen v Praze a na sídlišti Chanov. Snímek měl světovou premiéru na Mezinárodním filmovém festivalu v Torontu 12. září 2006. V ČR byl uveden poprvé na Filmovém festivalu v Karlových Varech.

## Děj
Manželé Christoffer a Maja jedou do Prahy, aby vyřídili pozůstalost po Christofferově otci a převezli jeho tělo k pohřbu do Dánska. Christoffer svého otce neviděl od dětství, a proto vyřizuje veškeré formality bez sentimentu. Navíc s Majou řeší manželskou krizi, která se právě v Praze prohloubí. Christoffer jedná s otcovým právníkem, který se stará o pozůstalost. Většina majetku jeho otce je vázána na nesplacené dluhy, takže zdědí pouze venkovský dům. Od právníka se rovněž dozví, že jeho otec byl gay, což bylo příčinou rozvodu a izolace od rodiny.

## Obsazení
| Mads Mikkelsen   | Christoffer |
| Stine Stengade   | Maja        |
| Jana Plodková    | Alena       |
| Bořivoj Navrátil | právník     |
| Josef Vajnar     | lékař       |
| Radim Kalvoda    | taxikář     |